# کیک موزی
نان موزی یا کیک موزی یک نوع کیک است که از موزهای له شده تهیه می شود. معمولاً این کیک شیرین و تر است.

## تاریخچه
نان موز اولین بار در دهه ۱۹۳۰ به عنوان یک دستور پخت در کتاب‌های آشپزی در آمریکا معرفی شد. 
روز نان موز ۲۳ فوریه است.